# Centrotus rectidorsum
Centrotus rectidorsum är en insektsart som beskrevs av Lethierry 1888. Centrotus rectidorsum ingår i släktet Centrotus och familjen hornstritar. Inga underarter finns listade i Catalogue of Life.